# Grad Dornberk
Grad Dornberk  (nemško Dornberg) (Dorimberg) je stal sredi naselja Tabor pri Dornberku blizu sotočja Vipave in Branice v Vipavski dolini, ki je propadel in opustel že v 17. stoletju, leta 1840 pa so ga podrli in prodali gradbeni material, tako da je od grajskega jedra ostala samo ploščad. Zgradili so ga v začetku 13. stoletja Dornberžani, viteška plemiška družina, ki so bili ministeriali Goriških grofov. 

## Zgodovina
Leta 1224 je Goriški grof Majnhard II. Volcherju Dornberškemu izročil grad, ki je po dornberški rodbini dobil ime Dornberg. Lastniki pa naj bi postali leta 1232. Vendar je zagotovo na tem mestu obstajal grad ali vsaj dvor že konec 12. stoletja. Grad je bil nato omenjen šele leta 1256, leta 1281 pa se je Oton Dornberški odpovedal gradu v korist Oglejskega patriarha, ki je grad podelil v fevd Rihemberškim gospodom in vitezom.  Verjetno je grad dal zgraditi goriški grof na ozemlju Oglejskega patriarha in ga podelil svojemu ministerialu, kar je lahko razlog, da so ga Dornberški kasneje kot spornega predali Ogleju. 
Dornberški vitezi so bili iz Bavarske Frankonije od koder so prišli za upravnike Goriškim grofoma, bili pa so tudi ministeriali Oglejskega patriarha, saj je Volcher posedoval tudi grad v Miljah (Muggia). V listinah že leta 1125 najdemo viteza Bolfrana Dornberga, leta 1201 Heinricusa de Dornberhc, Friderik in Gregor Dornberška sta kot poslanca službovala pri patriarhu Raimundu (1273–74), preden je ta dospel v Furlanijo, Nikolaj in Volcher Dornberška pa sta spremljala grofa Alberta II. Goriškega na konferenco v Čedad (1274). Leonhard in Volrih sta bila v letih 1315 oziroma 1318 namestnika (vicedoma) grofa Henrika II.. 
V 14. stoletju so bili gradiščani Dornberga vitezi Rihemberški, leta 1347 je omenjen Ulrik Rihemberški. S smrtjo zadnjega rihemberškega moškega potomca leta 1371 je celoten fevd z gradom Dornberg ponovno prešel v last goriških grofov, ki so prevzeli upravljanje. Leta 1407 je goriški grof Henrik IV. dal celotni fevd z gradom vred družini grofov Rabatta. Ti na gradu niso živeli ampak v glavnem v Gorici. Grofje Rabatta so grad, ki je imel ovalno obliko v velikosti 45 krat 30 metrov, utrdili in obnovili. Po letu 1469 je bil prazen grad spremenjen v tabor, kot pribežališče v času turških vpadov. Okoli gradu je bil zgrajen še dodaten obrambni zid, pa tudi naselje je dobilo ime »Tabor«. S smrtjo zadnjega grofa Rabatta, leta 1794, je celotno premoženje nasledil grof Coronini Cronberg – tudi grad Dornberg, ki je takrat že začel razpadati. V popisu premičnin v gradu Dornberg iz leta 1794 kaže, da je bil grad takrat še v celoti opremljen in da so člani rodovine Rabatta do takrat v njem vsaj občasno še prebivali. Popis gradu omenja sicer razmeroma malo prostorov; zlasti kapelo, sobo poleg kapele, kor kapele, sobo pokojnega Antonija Rabatte, sobo pokojnega Mihaela Rabatte, poslikano sobo v drugem nadstropju, pisarno gospostva, kuhinjo, dve vinski kleti in nekaj pomožnih prostorov. Zapuščinski popis dopolnjuje opis gradu v spremnem besedilu k avstrijskemu vojaškemu zemljevidu iz druge polovice 18. stoletja.
Po izumrtju rodbine Rabatta leta 1794 je začel starodavni in neudobni grad Dornberg naglo propadati. Kromberška veja rodovine Coronini ni imela pravega razloga za njegovo vzdrževanje. Brez vzdrževanja strehe in zidov, grajska stavba kmalu ni bila več primerna za bivanje. Nekaj časa so še uporabljali grajsko kapelo, v kateri je menda bila še leta 1833 zadnja birma. V letih od 1840 do 1860 so razpadajoči grad spremenili v kamnolom in ga po delih razprodali. Posest je družina Coronini v začetku 20. stoletja deloma prodala po kosih kmečkim posestnikom, drugo pa je odkupil goriški trgovec Bolafijo.
Od nekdaj mogočnega gradu je danes ostalo zelo malo. Ohranjeni so le nekdanji vhod oz. vrata na južni strani zunanjega obzidja in dva stolpa.